# Pseudosympycnus perornatus
Pseudosympycnus perornatus är en tvåvingeart som beskrevs av Robinson 1967. Pseudosympycnus perornatus ingår i släktet Pseudosympycnus och familjen styltflugor. Inga underarter finns listade i Catalogue of Life.